# Finale della Coppa del mondo per club FIFA 2010
La finale della 7ª edizione della Coppa del mondo per club FIFA si è tenuta sabato 18 dicembre 2010 allo Stadio Sheikh Zayed di Abu Dhabi tra i congolesi del TP Mazembe, vincitori della CAF Champions League 2010, e gli italiani dell'Inter, vincitori della UEFA Champions League 2009-2010. È stata la prima volta in cui una squadra affiliata alla CAF ha raggiunto l'atto conclusivo della manifestazione.

## Il cammino verso la finale
Il TP Mazembe ha raggiunto la finale battendo per 1-0 i messicani del Pachuca e per 2-0 i brasiliani dell'Internacional, campioni rispettivamente della CONCACAF Champions League 2009-2010 e della Coppa Libertadores 2010.
L'Inter, qualificata di diritto alla semifinale in quanto campione d'Europa, ha superato per 3-0 i sudcoreani del Seongnam, vincitori della AFC Champions League 2010.
| TP Mazembe                               | TP Mazembe                               | Squadra                            | Inter                                          | Inter                                          |
| ---------------------------------------- | ---------------------------------------- | ---------------------------------- | ---------------------------------------------- | ---------------------------------------------- |
| CAF                                      | CAF                                      | Confederazione                     | UEFA                                           | UEFA                                           |
| Vincente della CAF Champions League 2010 | Vincente della CAF Champions League 2010 | Qualificazione                     | Vincente della UEFA Champions League 2009-2010 | Vincente della UEFA Champions League 2009-2010 |
| Avversario                               | Risultato                                | Coppa del mondo per club FIFA 2010 | Avversario                                     | Risultato                                      |
| Qualificata                              | Qualificata                              | Turno di play-off                  | Qualificata                                    | Qualificata                                    |
| Pachuca                                  | 1–0                                      | Quarti di finale                   | Qualificata                                    | Qualificata                                    |
| Internacional                            | 2–0                                      | Semifinali                         | Seongnam                                       | 3–0                                            |

## La partita

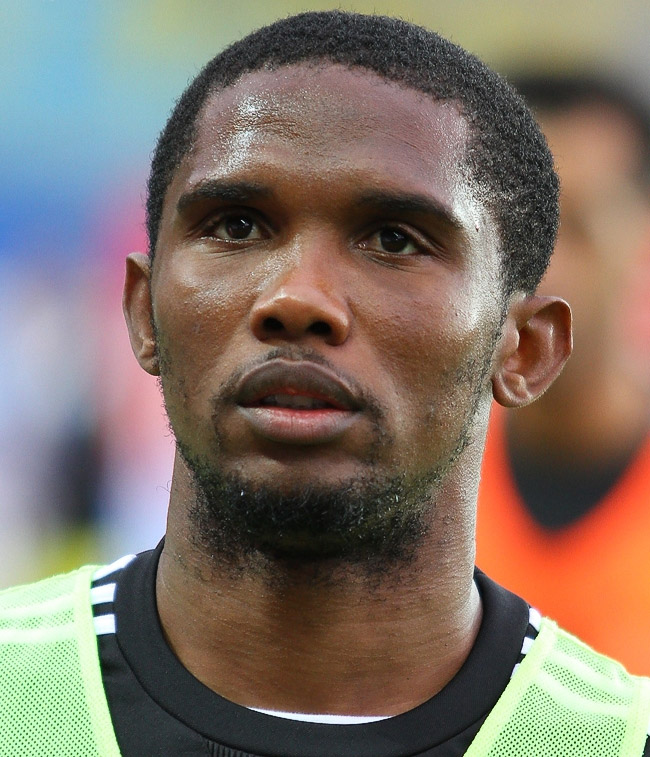
Samuel Eto'o, Man of the Match della finale.

L'allenatore dei bianconeri N'Diaye schiera la squadra con un compatto 4-5-1, Kaluyituka è l'unico riferimento avanzato. Il tecnico dei nerazzurri Benítez sceglie di disporre i suoi giocatori con un 4-3-3, Córdoba sostituisce Samuel (non convocato per la rassegna mondiale a causa di un infortunio), Eto'o e Pandev assistono il centravanti Milito.
La partita vede fin dalle prime battute di gioco un chiaro dominio da parte dell'Inter, capace di sbloccare l'incontro già al 13°: lungo lancio di Chivu, sponda di Milito per Eto'o che con un passaggio filtrante serve Pandev, il macedone controlla e batte Kidiaba in uscita. Al 17° i nerazzurri raddoppiano, con Zanetti che ruba palla, scambia con Cambiasso e dalla destra mette palla dietro per Eto'o, il camerunese calcia di destro e spedisce la palla nell'angolino basso alla destra del portiere. Qualche minuto dopo l'Inter potrebbe segnare ancora, ma Milito servito sul filo del fuorigioco da Maicon si fa ipnotizzare da Kidiaba.
La seconda frazione di gioco non si discosta molto dalla prima, con i nerazzurri in controllo della partita. L'occasione più pericolosa per il TP Mazembe è a dieci minuti dalla fine, quando un cross dalla destra di Kabangu mette Kaluyituka nelle condizioni di battere a rete ma Júlio César respinge e Cordoba anticipa Ekanga nel tentativo di tap-in. All'85° l'Inter realizza il terzo gol e di fatto chiude la contesa: Ndonga perde palla sul pressing dei giocatori interisti, il subentrato Stanković serve con un passaggio filtrante Biabiany, anche lui entrato dalla panchina, che aggancia il pallone di destro e deposita in rete di sinistro sull'uscita di Kidiaba.

## Tabellino
| Arbitro: | Yūichi Nishimura |

|  |           |                                   |
|  | Marcatori | 13’ Pandev 17’ Eto'o 85’ Biabiany |

| TP Mazembe | Inter |

Formazioni:
| TP Mazembe (4-5-1) |    |                      |     |     |
|                    |    |                      |     |     |
| POR                | 1  | Muteba Kidiaba       |     |     |
| DIF                | 2  | Joël Kimwaki         |     |     |
| DIF                | 3  | Kiritsho Kasusula    | 84’ |     |
| DIF                | 4  | Eric Miala Nkulukutu |     |     |
| DIF                | 20 | Mihayo Kazembe (C)   |     |     |
| CEN                | 27 | Ngandu Kasongo       |     | 46’ |
| CEN                | 11 | Mulota Kabangu       |     |     |
| CEN                | 13 | Mbenza Bedi          | 43’ |     |
| CEN                | 24 | Narcisse Ekanga      | 33’ |     |
| CEN                | 10 | Given Singuluma      | 57’ |     |
| ATT                | 15 | Dioko Kaluyituka     | 12’ | 90’ |
| A disposizione:    |    |                      |     |     |
| POR                | 21 | Aimé Bakula          |     |     |
| POR                | 22 | Laurent Ngome        |     |     |
| DIF                | 5  | Tshani Mukinayi      |     |     |
| ATT                | 6  | Déo Kanda A Mukok    |     | 46’ |
| CEN                | 7  | Patient Mwepu        |     |     |
| CEN                | 8  | Hervé Ndonga         |     | 90’ |
| DIF                | 12 | Bawaka Mabele        |     |     |
| DIF                | 16 | Stophira Sunzu       |     |     |
| ATT                | 18 | Luyeye Mvete         |     |     |
| DIF                | 28 | Tshizeu Kanymbo      |     |     |
| CEN                | 30 | Kayembe Lufulwabo    |     |     |
| Allenatore:        |    |                      |     |     |
| Lamine N'Diaye     |    |                      |     |     |

| Inter (4-3-3)   |    |                       |     |     |
|                 |    |                       |     |     |
| POR             | 1  | Júlio César           |     |     |
| DIF             | 2  | Iván Córdoba          |     |     |
| DIF             | 6  | Lúcio                 |     |     |
| TD              | 13 | Maicon                |     |     |
| TS              | 26 | Cristian Chivu        |     | 54’ |
| CEN             | 4  | Javier Zanetti (C)    |     |     |
| CEN             | 8  | Thiago Motta          | 79’ | 87’ |
| CEN             | 19 | Esteban Cambiasso     |     |     |
| ATT             | 9  | Samuel Eto'o 17’      |     |     |
| ATT             | 22 | Diego Milito          |     | 70’ |
| ATT             | 27 | Goran Pandev 13’      |     |     |
| A disposizione: |    |                       |     |     |
| POR             | 12 | Luca Castellazzi      |     |     |
| POR             | 21 | Paolo Orlandoni       |     |     |
| CEN             | 5  | Dejan Stanković       |     | 54’ |
| CEN             | 10 | Wesley Sneijder       |     |     |
| CEN             | 11 | Sulley Muntari        |     |     |
| CEN             | 17 | McDonald Mariga       |     | 87’ |
| DIF             | 23 | Marco Materazzi       |     |     |
| ATT             | 31 | Denis Alibec          |     |     |
| DIF             | 36 | Simone Benedetti      |     |     |
| DIF             | 39 | Davide Santon         |     |     |
| CEN             | 40 | Nwankwo Obiora        |     |     |
| ATT             | 88 | Jonathan Biabiany 85’ |     | 70’ |
| Allenatore:     |    |                       |     |     |
| Rafael Benítez  |    |                       |     |     |

| Man of the Match Samuel Eto'o (Inter) Assistenti arbitrali: Toru Sagara Toshiyuki Nagi Quarto uomo: Victor Carrillo Riserva: Jorge Yupanqui |

### Statistiche della partita
Totali
|                | TP Mazembe | Inter |
| -------------- | ---------- | ----- |
| Gol segnati    | 0          | 3     |
| Tiri totali    | 16         | 9     |
| Tiri in porta  | 5          | 6     |
| Possesso palla | 44%        | 56%   |
| Angoli         | 4          | 5     |
| Falli commessi | 21         | 9     |
| Fuorigioco     | 4          | 1     |
| Ammonizioni    | 4          | 1     |
| Espulsioni     | 0          | 0     |

## Statistiche e record
L'Inter diventa la prima squadra nella storia del calcio italiano a centrare un "quintuple", avendo già vinto nel corso nell'anno solare 2010 la Coppa Italia, la Serie A, la Champions League e la Supercoppa italiana. Per il club si tratta del primo successo nella storia della competizione, il terzo titolo mondiale considerando le precedenti affermazioni in Coppa Intercontinentale nel 1964 e nel 1965.
A livello individuale, Rafael Benítez diventa il secondo allenatore, dopo Alex Ferguson, a vincere il titolo guidando un club di un Paese diverso da quello di provenienza.